# Кубаєв Мемет Ісмаїл
Мемет Ісмаїл Кубаєв (крим. Memet İsmail Qubayev, 1883, село Корбек (Корьбєкуль) Алуштинської волості Ялтинського повіту Таврійської губернії, тепер село Ізобільне Ялтинського району Автономної Республіки Крим — 1937) — радянський діяч, голова Центрального виконавчого комітету Кримської АРСР. Член ВЦВК РРФСР.

## Життєпис
Працював шевцем. Під час Громадянської війни в 1918—1919 роках воював у прорадянському партизанському загоні. Проводив агітацію серед сільського населення проти оголошеної Денікіним мобілізації до Білої армії, за що був заарештований та посаджений до в'язниці. Після захоплення Криму радянськими військами в 1920 році вийшов на волю.
У 1920—1927 роках — голова Корьбєкульської сільської ради Ялтинського повіту Кримської АРСР; голова Темирчицької сільської ради Кримської АРСР; на відповідальній роботі в місті Севастополі. Закінчив курси партійних активістів. Член РКП(б).
28 січня 1928 — 20 лютого 1931 року — голова Центрального виконавчого комітету Кримської АРСР.
У лютому 1931 року на партійній конференції Джанкойського району заявив, що «Москва проводить політику великодержавного шовінізму, руйнує трудові маси Криму, і насамперед — татар». За такий вислів 20 лютого 1931 року знятий з посади голови ЦВК Кримської АРСР.
У 1931—1937 роках жив та працював у рідному селі Корьбєкуль.
3 лютого 1937 року заарештований Алуштинським районним відділом УНКВС Кримської АРСР за звинуваченням «в участі у контрреволюційній організації та антирадянській агітації». 29 червня 1937 року Верховним судом Кримської АРСР за статтею 58-10 Карного кодексу РРФСР засуджений до 10 років виправно-трудових таборів. Загинув у 1937 році.
12 червня 1968 року посмертно реабілітований Верховним судом Української РСР.